# Ipomoea simulans
Ipomoea simulans är en vindeväxtart som beskrevs av Hanbury. Ipomoea simulans ingår i släktet praktvindor, och familjen vindeväxter. Inga underarter finns listade i Catalogue of Life.